# Daniel Thuayre
Daniel Thuayre est un coureur cycliste français, né le 12 mars 1924 à Fontenay-aux-Roses et mort le 12 novembre 1980 à Clamart. Professionnel de 1946 à 1952, il a remporté Paris-Saint-Étienne et a participé à trois Tours de France. 
Son père Louis Thuayre a également été cycliste professionnel.

## Palmarès
- 1948
  - Annemasse-Bellegarde-Annemasse
- 1950
  - Paris-Saint-Étienne :
    - Classement général
    - 2e étape

## Résultats sur les grands tours

### Tour de France
3 participations
- 1947 : 16e
- 1948 : 40e
- 1950 : abandon (11e étape)